# Harknessia hawaiiensis
Harknessia hawaiiensis är en svampart som beskrevs av F. Stevens & E. Young 1925. Harknessia hawaiiensis ingår i släktet Harknessia, ordningen Diaporthales, klassen Sordariomycetes, divisionen sporsäcksvampar och riket svampar.   Inga underarter finns listade i Catalogue of Life.